# Sauroctones
Ne doit pas être confondu avec Sauroctonus.
Pour les articles homonymes, voir Listes de saints.
Pour la bande dessinée d'Erwann Surcouf, voir Les Sauroctones.
« Chasseur de dragons » redirige ici. Pour les autres significations, voir Chasseurs de dragons.

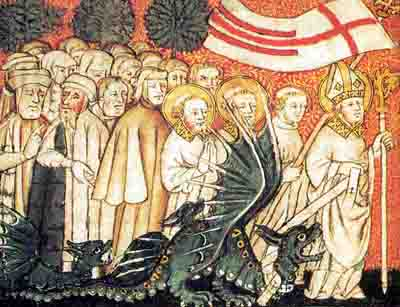
Saint Clément, premier évêque de Metz, conduit le Graoully sur les bords de la Seille.

Les sauroctones (du grec ancien σαῦρος / saûros, « lézard », et κτόνος / któnos, « tueur » ; littéralement « tueur de lézard ») sont des personnes, souvent  des saints locaux dans les premiers siècles du christianisme, ayant chassé, tué, soumis ou dompté des dragons, vouivres et cocatrix.
Bien qu'il s'agisse généralement de chevaliers valeureux qui atteignent par là leur but, l'hagiographie chrétienne rapporte des histoires où des religieux (ermites, moines, saints, etc.) arrivent à dominer des dragons souvent par la seule force de leur prière et l'aide d'un simple objet (corde, écharpe) : en dehors de l'aspect pédagogique présentant la victoire du Bien sur le Mal, cette action n'est possible que grâce à l'intégrité des saints, qui montrent ainsi par leur vie exemplaire qu'il est possible de combattre aussi bien les forces naturelles que surnaturelles.
La tradition orale et les hagiographies ont transmis la mémoire ou la légende de nombre d'entre eux.

## Avant l'apparition du christianisme

### Origine du récit du tueur de dragons

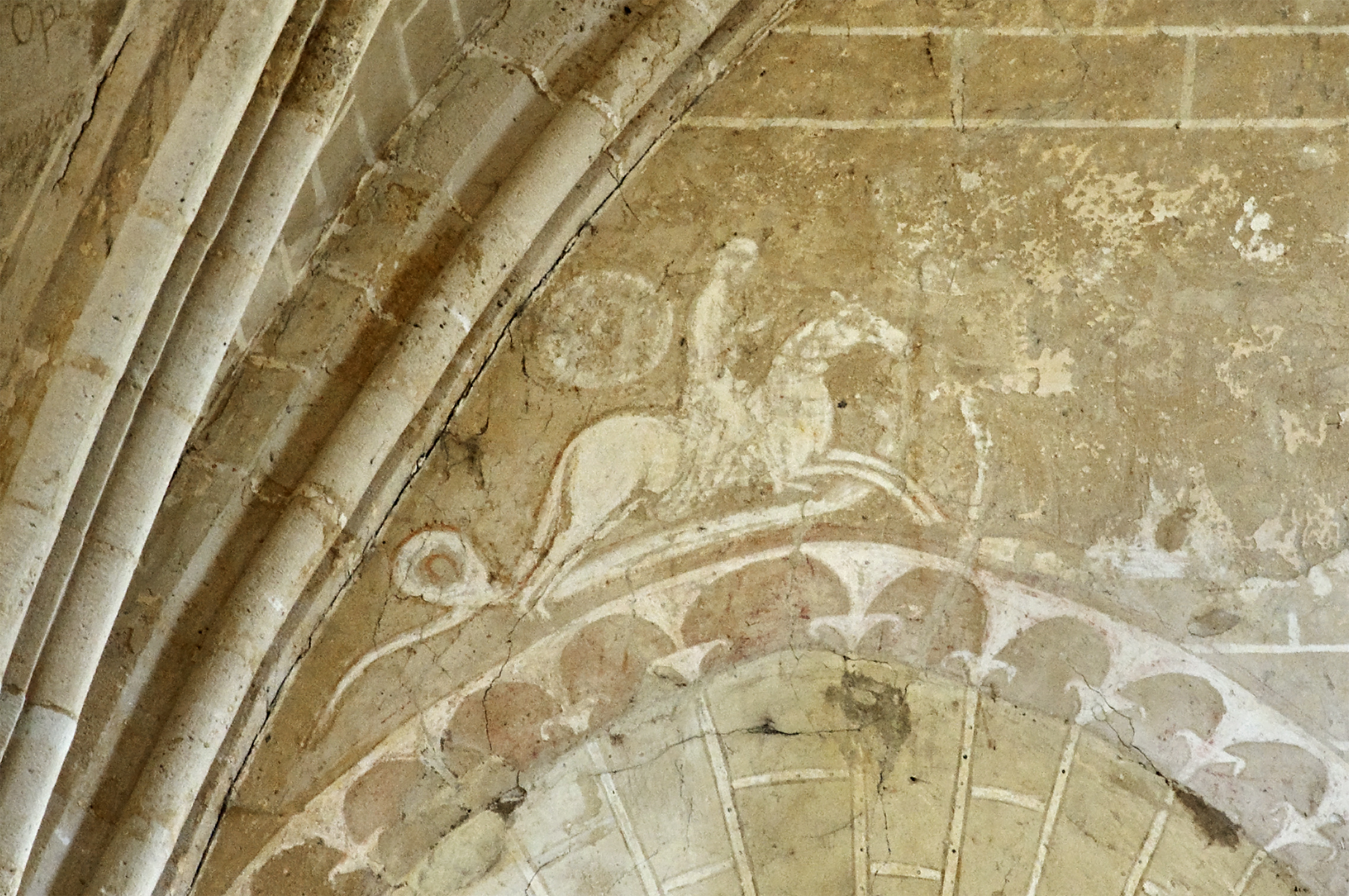
Saint Georges terrassant le Dragon, peinture murale dans la chapelle de la commanderie de Coulommiers, XIIIe siècle.

En utilisant la méthode de Monte-Carlo par chaîne de Markov le chercheur Julien d'Huy a mis en évidence un proto-récit qui serait d'origine asiatique et daterait d’avant le passage du détroit de Béring donc au moins au Paléolithique supérieur. La reconstruction en version très abrégée donnerait l’histoire suivante : un monstre non humain et énorme vit près de l’eau. Il représente les forces naturelles météorologiques, la peste et la famine. Le dieu du climat ou du ciel vient l’affronter et le tue, l’emprisonne, ou le chasse avec l’aide d’un comparse.
Le récit change ensuite en Europe juste après le dernier maximum glaciaire ; on a plus de précisions par rapport au récit précédent. Le monstre empêche l’accès à l’eau et demande qu’on lui livre des femmes en pâture. Le héros reçoit l'aide d'une femme. La mort du monstre est fêtée par tous.
Le récit devient ensuite proto-indoeuropéen (-8000 / -4000) et prend sa naissance en Grèce ou en Mésopotamie. Il se complète encore ; le monstre est le fils de deux dieux. Il vit dans l’eau. C’est un avaleur, mangeant bétail et humains. La bête veut gouverner le monde. Le héros qui a vaincu le monstre instaure alors un culte/rituel/fête et fait ériger un temple en son honneur. 
Bien sûr les légendes peuvent varier des grandes lignes établies, mais elles semblent suivre un schéma global.
Dans des récits qui nous sont parvenus plusieurs héros combattent les dragons sans pour autant être devenu saint. Voici les plus connus :

### Divinité hindoue
- Dans la religion védique, puis l'hindouisme, Vritra est le démon (asura) de la sécheresse, de la résistance et de l'inertie, créé par Tvashtri. Il aurait empêché, avec l'aide de sa mère Danu, les eaux de s'écouler. Il avait la forme d'un serpent ou d'un dragon. Il a été tué par Indra, ce qui a valu à ce dernier l'appellation de Vṛtráhan, « tueur du Dragons »[2].

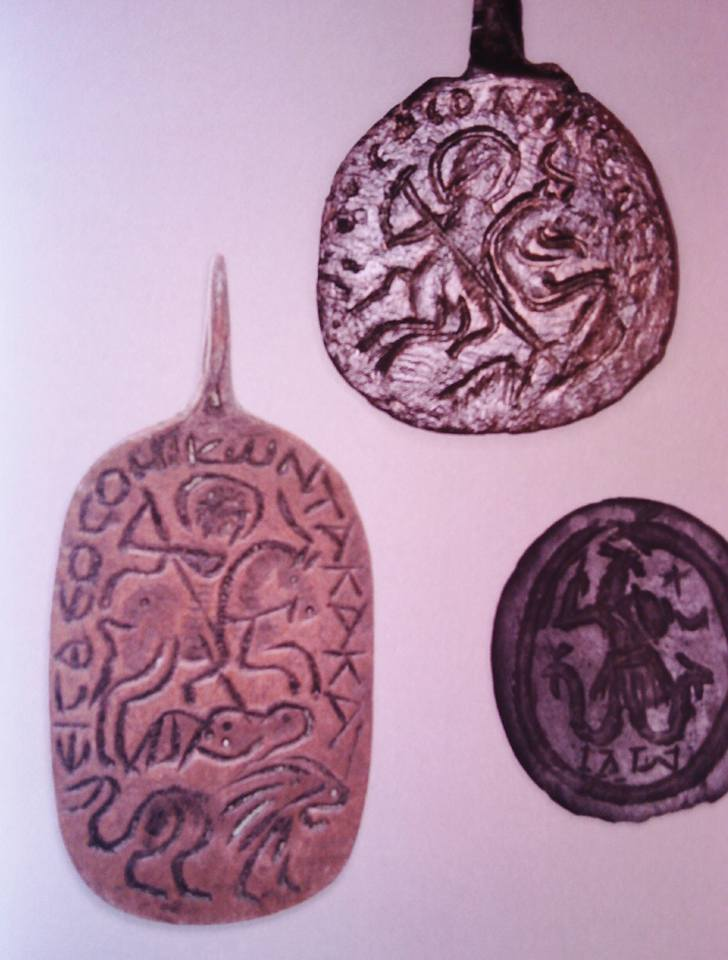
Salomon en saint cavalier, transperçant de sa lance la démone Lilith (pendentifs-amulettes juifs ; terre-cuite, Mésopotamie ; alliage de cuivre, Empire Romain d'Orient ;).

### Héros juif
- Dans le judaïsme populaire, le roi Salomon fut parfois représenté à cheval en train de tuer la démone Lilith de sa lance ; le tout selon une disposition qui annonce très nettement les futures représentations de saint Georges tuant le dragon, dans le christianisme.[réf. nécessaire]

### Héros celtes
- Le roi Arthur tue le chapalu[3] et d’autres dragons.
- Maugis sorcier à la cour de Charlemagne tue un dragon pour obtenir Bayard un cheval merveilleux[4].
- Ségurant a occis un dragon « hydeux  [sic] et terrible », et ses armes portent un dragon de sable (noir) avec une langue de sinople (vert), sur champ d’or[5].

### Dieux grecs
- Hercule et l’Hydre de Lerne[6],[7]. Héraclès / Hercule se bat contre l'hydre, mais à chaque fois qu'il coupe une tête une autre tête repousse. Il demande alors l'aide d'Iolaos qui lui conseille de cautériser les blessures du cou avec une torche. Cela marche et Hercule arrive à tuer le dragon. Eurysthée, le roi qui a imposé à Hercule ses douze travaux, invalide l'épreuve car il a reçu l'aide de quelqu'un d'autre ; Iolaos.
- Apollon tue Python, fils de Gaïa[8] Ce combat est décrit par un Hymne homérique à Apollon daté du VIe siècle av. J.-C. Thelpusa, une nymphe, conseille à Apollon de bâtir son temple à oracles sur le site de Krisa (près du mont Parnasse). Mais le site était déjà occupé par Python. Il veillait sur l'oracle de Delphes, consacré primitivement à Thémis. Apollon le perça de ses traits, se rendant ainsi maître de l'oracle, depuis nommé « Pythie ». Pour apaiser la colère de Gaïa, mère de Python, Apollon créa les Jeux pythiques.
- Cadmos tue le dragon de la source d'Ismène[9]. Quand on sème les dents du dragon de Cadmos, il en germe des guerriers.

### Héros germaniques
- Siegfried tue un dragon dont le sang le rend invulnérable[10]. Avec Regin, ils se rendent à Gnitaheidr, où Fáfnir, ayant pris la forme d'un dragon, veille sur son or. Sigurd creuse une fosse, s'y dissimule, et transperce Fáfnir de son épée lorsqu'il passe au-dessus de lui. Ceci est raconté dans l'Edda poétique, mais aussi dans l'opéra de Wagner, les Nibelungen.

### Le cas particulier de l’Anguipède
Le cavalier écrasant un anguipède se trouve généralement sur colonne. C'est un groupe architectural typique de l’époque gallo-romaine. Les colonnes sont systématiquement abîmées. Elles représentent un homme barbu souvent associé à Jupiter/Apollon et un être mi-serpent, mi-homme. On le retrouve aussi sur des pièces gauloises. On les retrouve près de sources cultuelles ou des plans d’eau. Leur raison d'être est mystérieuse.

## Saints Chrétiens

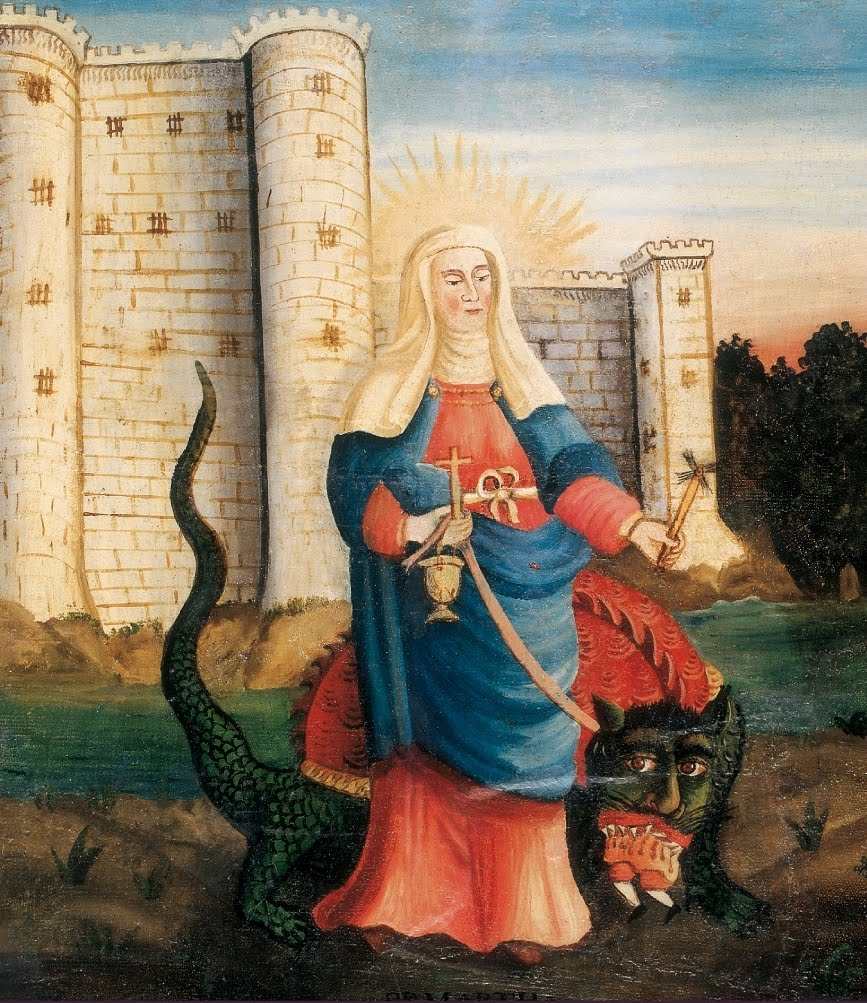
Sainte Marthe dominant la Tarasque, peinture du XVIIIe siècle
Musée des Arts et traditions populaires.

La grande majorité des sauroctones de France se sont trouvés christianisés et déclarés saints. Les plus connus sont sainte Marguerite et sainte Marthe pour les femmes, saint Michel et saint Georges pour les hommes.

### Origine du saint sauroctone
Le sauroctone représente pour les chrétiens la victoire du christianisme sur les anciennes croyances païennes romaines, celtes ou germaniques. Ces saints sont par conséquent représentatifs de l'Église chrétienne et sont donc souvent  évêques, ou du moins un religieux (moine, prêtre...). 
Durant le Moyen Âge, le dragon représente en Europe dans l'imaginaire collectif la personnification même du mal absolu. 
Les représentations depuis le XVIIIe remplacent souvent le dragon par un diable. On voit souvent les statues de saint Michel par exemple transperçant le diable avec sa lance. Cela trouverait son inspiration dans l’Apocalypse  selon saint Jean, décrivant Satan comme un grand dragon entouré de flammes rouges avec sept têtes et dix cornes.
Le sauroctone représente non seulement le combat contre le diable, mais continue aussi de représenter le combat contre les forces naturelles (inondations, épidémies...).

### Liste des saints sauroctones
- Saint Abraham Koorilose Bava, métropolite de l'Église syrienne malankare (consacré par un légat du patriarche d'Antioche : saint (Mar) Gregorios de Jérusalem) en exil à Anjor-Thozhioor et fondateur de l'Église syrienne indépendante du Malabar (Kérala), débarrassa en plein XVIIIe siècle cette région d'un « dragon » qui terrorisait les populations.[réf. nécessaire]
- Saint Armel jeta le serpent dans la Seiche.
- Saint Bertrand élimina l'énorme crocodile de Saint-Bertrand-de-Comminges.
- Saint Béat ou Bié,  Bienheuré, (ermite du IIIe s.) tua le dragon de Vendôme
- Saint Clément (IIIe-IVe s.) vainquit le Graoully, Grawellin ou Graülin qui terrorisait la ville de Metz et le jeta dans la Seille.
- Saint Carantec aurait tué un serpent en le projetant sur un rocher situé en baie de Morlaix devant la plage du Kelenn qui porte le nom de "rocher de Saint-Carantec" ce qui serait à l'origine de la faille qui le coupe en deux.
- Saint Derrien[13] et saint Néventer[14] tuèrent le dragon de l'Élorn auquel l'enfant saint Rioc était livré en sacrifice humain[15].
- Saint Dié (ou Dyé) (VIe s.) tua le dragon de Saint-Dyé-sur-Loire.
- Saint Efflamm aida le roi Arthur à vaincre le dragon de Plestin-les-Grèves[16].
- Sainte Énimie et saint Ilère tuèrent le drac des gorges du Tarn.
- Saint Florent élimina le dragon de Saumur.
- Saint Fortunat ou saint Hermentaire tua le dragon de Draguignan au lieu-dit Saint-Hermentaire.
- Saint Front dompta un dragon à Périgueux.
- Saint Géry est réputé avoir débarrassé la ville de Bruxelles d'un dragon dont l'antre était situé dans l'actuelle impasse du Dragon.
- Saint Georges, évêque de Velay (IIIe s.) élimina le serpent de la roche Huche-Pointue.
- Saint Georges tua le dragon de Silcha en Libye[17].
- Saint Germain a tué le dragon à sept têtes de Trou Baligan, près de Flamanville.
- Saint Gildas terrassa le dragon de la grotte de la pointe de Peuvin.
- Saint Hilaire et sainte Radegonde (IVe siècle). Ils se débarrassèrent de la Grand' Goule de Poitiers (ou « Bonne Sainte Veurmine »), sur les bords du Clain.
- Saint Jacques ou saint André élimina le dragon d'Aix-en-Provence.
- Saint Jouin tua le dragon de la Dive, près de Saint-Jouin-de-Marnes, ou le dragon d'Oiron, dans le Poitou.[réf. nécessaire]
- Saint Julien et saint Léon mirent à mal le dragon du Mans.
- Saint Junien, ermite, dans le Limousin, y dompta un dragon.[réf. nécessaire]
- Saint Loup (Ve s.) vainquit le cocatrix de Troyes, ou « Chair salée ».
- Saint Maclou[18] vainquit le dragon de l'île d'Aaron à son arrivée en France. Il le chassa.
- Saint Marcel (IVe s.) élimina le dragon de Paris, dans vallée de la Bièvre.
- Sainte Marguerite élimina les dragons de Savigny et de Lucéram, en Provence.
- Sainte Marthe (Ier siècle) vint à bout de la Tarasque de Tarascon, sur les rives du Rhône.
- Saint Martial (IIIe s.) tua le dragon de Limoges et de Bordeaux.
- Saint Mauronce se débarrassa du serpent de Saint-Florent-le-Vieil en Anjou.[réf. nécessaire]
- Saint-Méen[19].
- Les saints Mesmin, Lyphard et Dyé tuèrent le dragon de Meung-sur-Loire.
- Saint Maximin ou Maximin de Micy ou Saint-Mesmin l'ancien, qui établit un monastère à Micy, combattit un dragon à Béraire (Villa Berarii : premier nom du village) dans la Grotte du dragon de Béraire de La Chapelle-Saint-Mesmin.
- Saint Michel terrassa Satan représenté par le dragon. Il est omniprésent dans les paroisses de France.
- Saint Nicaise tua un serpent monstrueux entre Vaux et Meulan.
- Saint Pol de Léon précipita le dragon de l'île de Batz, dans le « Toul-ar-Sarpant», l'abîme du serpent.
- San Quilico étrangla le serpent à San-Lorenzo, en Corse.
- Saint Romain (VIIe s.) s'est débarrassé de la Gargouille de la forêt de Rouvray, près de Rouen.
- Saint Samson tua le dragon des bords de la Seine.
- Saint Saturnin (IIIe s.) élimina le dragon de Toulouse.
- Saint Suliac tua la guivre de Saint-Suliac, en Bretagne.
- Saint Véran (VIe s.) se débarrassa du Coulobre de la Fontaine de Vaucluse près d'Avignon.
- Saint Victor (IIIe s.) tua le dragon de Marseille.
- Saint Vigor élimina le dragon de Bayeux.
- Saint Wrain vint à bout du dragon de Jargeau (anciennement Jargolium ou Gargolium).

Il arrive aussi, une fois n'est pas coutume, que le serpent protège le saint contre les soldats Romains qui veulent se saisir de lui, comme dans la légende de saint Pèlerin, à Bouhy, dans la Nièvre.

### Héros anonymes
Certains héros n'ont pas été canonisés mais demeurent connus dans des légendes locales.
- Les trois chevaliers de Miséricorde débarrassent les abords de Nantes d'une bête malfaisante.
- Les sept héros idolâtres maîtrisent la Bête-Rô à Aytré, près de La Rochelle[20].
- Un jeune clerc à Montrichard[20].
- Un soldat condamné pour désertion à Niort[20].

## Le dragon et la rivière
Les villes associées à un nom de saint de type Saint-Georges ou Sainte-Marguerite sont souvent proches des rivières et des fleuves. Il est possible que ce soit à cause du caractère même du sauroctone. En effet une relation a pu être établie entre certaines villes nommées d’après les saints saurochtones et le risque d'inondation de la ville. Comme Villeneuve-Saint-Georges (94)  situé dans la zone inondable de la Seine ou Sainte-Marguerite dans celle de la Senouire par exemple.

## Traditions populaires
Nombreuses sont les effigies de dragons que l'on sortait jadis en procession lors des rogations, lors du carnaval, ou dans les fêtes profanes, en mémoire des exploits de ces saints.
Plusieurs théories existent pour expliquer l’importance des traditions populaires en Europe. L’influence chrétienne n’est pas à négliger, certes, mais selon Bernard Sergent il pourrait y avoir une origine celtique. La légende de la vouivre ou de Mélusine est probablement d’origine celtique. On peut voir deux dragons s'affrontant sur beaucoup d'armes ou autres objets celtes. Le symbolisme du dragon est connu dans la légende de Lludd et Llefelys ; deux dragons se combattent pour prédire l'issue d'une guerre. Cette histoire est reprise dans le Historia Brittonum de Keating. Dans la tradition populaire, les dragons plus connus[réf. nécessaire] sont le Drac de Valence et la Tarasque de Tarascon (domptée par sainte Marthe), tous les deux inscrits au Patrimoine culturel immatériel de l'humanité de l’UNESCO.